# Myriophacidium ramosum
Myriophacidium ramosum är en svampart som beskrevs av C.L. Hou & M. Piepenbr. 2009. Myriophacidium ramosum ingår i släktet Myriophacidium och familjen Rhytismataceae.   Inga underarter finns listade i Catalogue of Life.